# Transamazonia
Transamazonia ist ein Abenteuerfilm von Pia Marais. In dem modernen Western spielt Helena Zengel ein Mädchen, das als Einzige einen Flugzeugabsturz im Regenwald des Amazonas überlebte. Deshalb wird sie von den Einheimischen als Wunderheilerin angesehen. Ihr Vater Lawrence Byrne ist dort als Missionar tätig. Der Film ist von Juliane Koepcke inspiriert, die 1971 als 17-Jährige einzige Überlebende eines Flugzeugabsturzes war. Die Koproduktion von Deutschland, Frankreich, der Schweiz, Taiwan und Brasilien feierte im August 2024 beim Locarno Film Festival ihre Premiere, wo der Film für den Goldenen Leoparden nominiert war. Der Kinostart in Deutschland war Mitte Mai 2025.

## Handlung
Seit sie im Alter von fünf oder sechs Jahren als Einzige einen Flugzeugabsturz überlebte, gilt Rebecca Byrne bei den Einheimischen vom Stamm der Iruaté im Regenwald des Amazonas als Wunderheilerin. Der US-Amerikaner Lawrence Byrne, der Vater des Teenagers, ist dort Missionar und setzt sich für ein friedliches Zusammenleben zwischen den Einheimischen und den Besitzern des örtlichen Sägewerks ein, während letztere aber zunehmend Bäume aus geschützten Regenwäldern abholzen.
Die Krankenschwester Denise arbeitet als Pflegerin der schwer erkrankten Ehefrau des Sägewerkbesitzers. Neun Jahre zuvor war sie eine Arbeitskollegin von Rebeccas Mutter in einem Krankenhaus in Lábrea.

## Produktion

### Regie, Drehbuch und Förderungen
Die Figur der Rebecca Byrne ist von Juliane Koepcke inspiriert, die 1971 als 17-Jährige einzige Überlebende des Absturzes von LANSA-Flug 508 in Peru war. Ende der 1980er Jahre drehte Werner Herzog den Dokumentarfilm Julianes Sturz in den Dschungel über sie.
Regie führte Pia Marais, die gemeinsam mit Willem Droste und Martin Rosefeldt auch das Drehbuch schrieb. Es handelt sich bei Transamazonia nach Die Unerzogenen, Im Alter von Ellen, Layla Fourie und So auf Erden um den fünften Langfilm der südafrikanischen, in Berlin lebenden Regisseurin. Droste ist erstmals als Drehbuchautor tätig, Rosefeldt arbeitete in der Vergangenheit überwiegend für Fernsehserien und Fernsehfilme.
Der Titel des Films leitet sich von der brasilianischen Transamazônica-Autobahn ab, die den Norden und den Süden des Amazonas-Regenwaldes in zwei Hälften teilt.
Der Film erhielt unter anderem eine Projektentwicklungsförderung von der Deutsch-Französischen Förderkommission in Höhe von 40 000 Euro und eine Produktionsförderung von der Film- und Medienstiftung NRW in Höhe von 650.000 Euro.

### Besetzung und Dreharbeiten

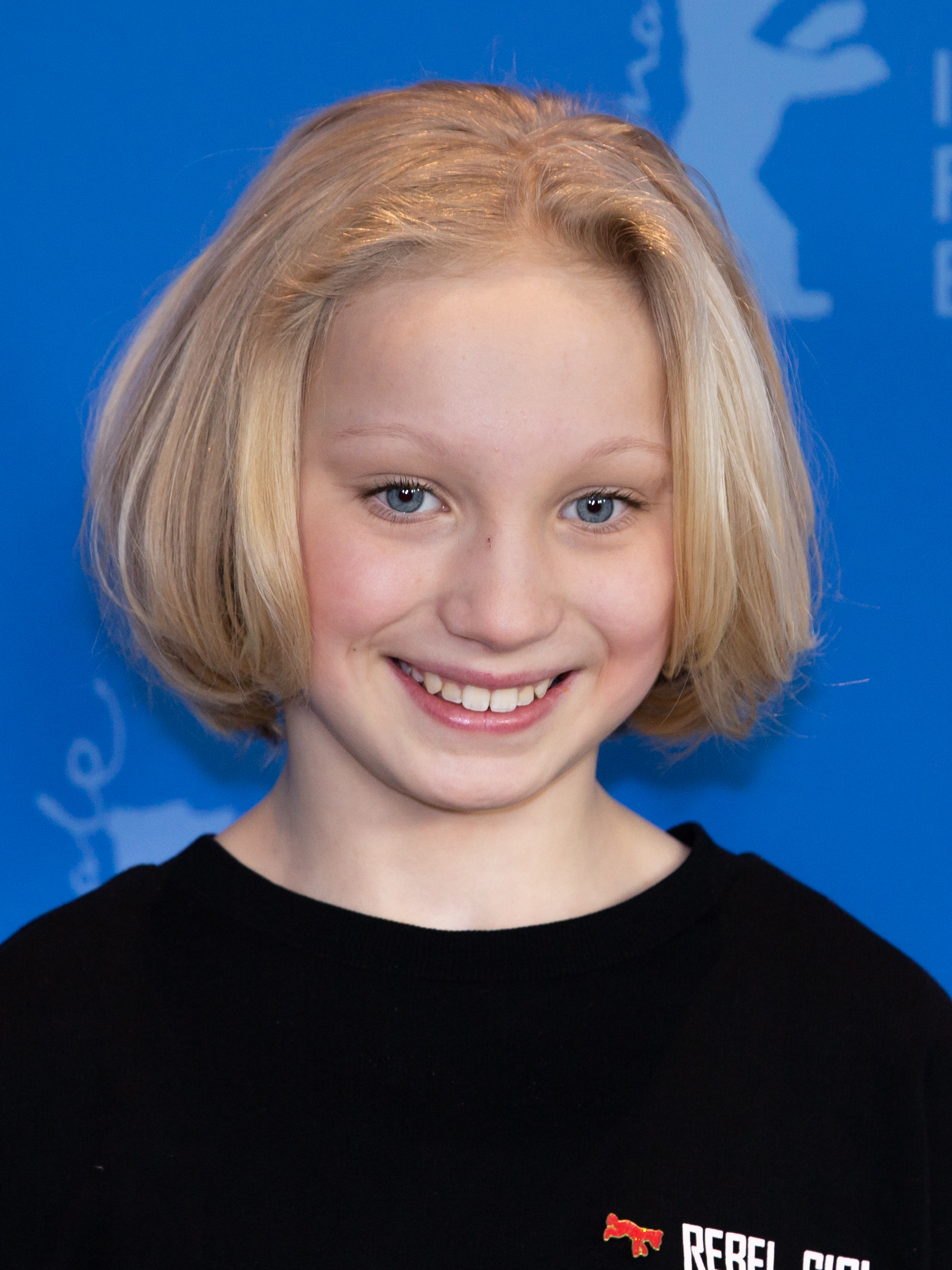
Helena Zengel spielt Rebecca

Der US-Amerikaner Jeremy Xido spielt den US-amerikanischen Missionar Lawrence Byrne und die deutsche Nachwuchsdarstellerin Helena Zengel seine Tochter Rebecca. Xido ist vor allem als Regisseur des Dokumentarfilms Death Metal Angola bekannt, Zengel für ihre Hauptrollen in dem Filmdrama Systemsprenger von Nora Fingscheidt und dem Western Neues aus der Welt von Paul Greengrass, in dem sie an der Seite von Tom Hanks spielte. Die Schweizer Schauspielerin Sabine Timoteo ist in der Rolle der Krankenschwester Denise zu sehen. Weitere Rollen wurden mit den Brasilianern Sergio Sartorio und Rômulo Braga besetzt. Letzterer spielt den Sägewerkbesitzer Artur Alves, der sich erhofft, Rebecca könne seine Frau aus dem Koma erwecken.
Die Dreharbeiten fanden im Amazonas-Regenwald von Brasilien statt und wurden Anfang August 2023 beendet. Als Kameramann fungierte Mathieu De Montgrand.

### Filmmusik, Marketing und Veröffentlichung
Die Filmmusik komponierte der Taiwaner Lim Giong, der zuletzt für die Thriller Nina Wu und The Road to Mandalay von Midi Z tätig war.
Der erste Trailer wurde Anfang August 2024 vorgestellt. Die Premiere des Films war am 12. August 2024 beim Locarno Film Festival. Dort war Marais im Jahr 2010 bereits mit ihrem Film Im Alter von Ellen eingeladen. Ende September, Anfang Oktober 2024 wurde Transamazonia beim New York Film Festival gezeigt
und auch beim Filmfest Hamburg. Hiernach wurde der Film beim Chicago International Film Festival und beim Film Festival Cologne vorgestellt. Im März 2025 wurde er beim Manchester Film Festival gezeigt.  Im April 2025 wird er beim Lichter Filmfest vorgestellt. Der Kinostart in Deutschland war am 15. Mai 2025. Ebenfalls im Mai 2025 wird Transamazonia bei dem von Dieter Kosslick gegründeten Festival Green Visions gezeigt.

## Auszeichnungen
Chicago International Film Festival 2024
- Nominierung im International Feature Competition[14]

Film Festival Cologne 2024
- Nominierung im NRW-Wettbewerb[18]

Locarno Film Festival 2024
- Nominierung im Internationalen Wettbewerb für den Goldenen Leoparden (Pia Marais)